# Torneo de Catar 2017
El Qatar Total Open 2017 es un torneo profesional de tenis femenino disputado en canchas duras. Es la 15.ª edición del evento y parte de la serie WTA Premier del Tour 2017. Se llevó a cabo en el International Tennis and Squash complex en Doha, Catar, entre el 13 y el 18 de febrero de 2017.

## Cabezas de serie

### Individuales femeninos
| Tenista             | Ranking | Preclasificada |
| Angelique Kerber    | 2       | 1              |
| Karolína Plíšková   | 3       | 2              |
| Dominika Cibulková  | 5       | 3              |
| Agnieszka Radwańska | 6       | 4              |
| Garbiñe Muguruza    | 7       | 5              |
| Yelena Vesnina      | 15      | 6              |
| Timea Bacsinszky    | 16      | 7              |
| Barbora Strýcová    | 17      | 8              |

- Ranking del 6 de febrero de 2017

### Dobles femeninos
| Tenista                           | Ranking | Preclasificada |
| Chan Yung-jan Martina Hingis      | 20      | 1              |
| Sania Mirza Barbora Strýcová      | 21      | 2              |
| Andrea Hlaváčková Peng Shuai      | 26      | 3              |
| Abigail Spears Katarina Srebotnik | 46      | 4              |

- Ranking del 6 de febrero de 2017

## Campeonas

### Individuales femeninos
Karolína Plíšková venció a  Caroline Wozniacki por 6-3, 6-4

### Dobles femenino
Abigail Spears /  Katarina Srebotnik vencieron a  Olga Savchuk /  Yaroslava Shvédova por 6-3, 7-6(7)